# إسماعيل محروق
إسماعيل محروق (مواليد 21 أكتوبر 1926، بني ورتيلان–11 يناير 2006) سياسي جزائري، شغل منصب وزير المالية بحكومة بومدين الثالثة خلفا لأحمد مدغري.